# Nazionale femminile di hockey su prato della Gran Bretagna
La nazionale di hockey su prato femminile della Gran Bretagna è la squadra femminile di hockey su prato rappresentativa della Gran Bretagna ed è posta sotto la giurisdizione della Great Britain Olympic Hockey Ltd.
Partecipa esclusivamente alle Olimpiadi, mentre ai mondiali, agli europei e in tutte le altre competizioni competono le quattro nazioni separatamente: Galles, Inghilterra, Scozia e Irlanda (che comprende sia la Repubblica d'Irlanda che l'Irlanda del Nord).

## Partecipazioni

### Olimpiadi
- 1992 – 3º posto
- 1996 – 4º posto
- 2000 – 8º posto
- 2004 – non partecipa
- 2008 – 6º posto
- 2012 – 3º posto
- 2016 – Campione